# Рашка, Иржи
И́ржи Ра́шка (чеш. Jiří Raška; 4 февраля 1941[…], Френштат-под-Радгоштем[…] или Пльзень, Пльзень-город — 20 января 2012[…], Нови-Йичин) — чехословацкий прыгун с трамплина, чемпион зимних Олимпийских игр в Гренобле (1968).

## Спортивная карьера
Начал тренироваться в легендарной для ЧССР группе «Remza Boys» тренера Зденека Ремзы. Являлся запасным на Олимпийских играх в Инсбруке (1964). После двух четвёртых мест чемпионата мира по лыжным видам спорта в Осло (1966) и серебра Турне четырёх трамплинов сезона 1967/68 он стал олимпийским чемпионом Игр в Гренобле (1968) на трамплине К-70 и серебряным призёром — на трамплине К-90, став первым олимпийским чемпионом от Чехословакии в зимних видах спорта.
В 1970 г. на чемпионате мира в Высоке Татрах он завоевал серебро на 120-метровом трамплине и был 8-м — на 90-метровом. 22 марта 1969 г. на соревнованиях в югославской Планице устанавливает новый рекорд по дальности прыжка — 164 м. В сезоне 1970/71 он побеждает на Турне четырёх трамплинов, после двух вторых позиций (1967/68 и 1968/69). В 1972 г. выигрывает бронзовую медаль на первенстве мира по прыжкам с трамплина, а на зимней Олимпиаде в Саппоро (1972) занял пятое место в прыжках с К-90 и десятое — с К-120.
В 1974 г. начинает тренерскую карьеру, объявив при этом, что закончит выступления только после того, как его победит более молодой спортсмен сборной. Это случилось через два года, когда его опередил Франтишек Новак. Последнее официальное выступление датировано 1979 г., когда спортсмен выступил на соревнованиях ветеранов.
В 1990-е гг. тренировал команду чешских юниоров, являлся заместителем председателя лыжной федерации страны. В 1994—1996 гг. вместе с Медалем, а позднее — с Малецом, работал тренером национальной сборной. Рашка был признан лучшим чешским лыжником XX века по итогам опроса журналистов и членов Чешской лыжной ассоциации. В 2011 году президент Чехии Вацлав Клаус наградил Рашку медалью «За заслуги».
В 1968 году поддержал Пражскую весну, подписал обращение «Две тысячи слов».